# Marathon de Cracovie
Le marathon de Cracovie (en polonais : Cracovia Maraton) est un marathon se déroulant annuellement dans la ville de Cracovie, en Pologne. La course a été créée en 2002 ; elle a généralement lieu au mois d'avril ou de mai. Les coureurs peuvent être des professionnels ou de simples amateurs. Au total, 3 200 personnes ont fini la course en 2011.
Le marathon porte le slogan « Avec l'Histoire en fond ». Un parcours d'une longueur de 4 200 m est réalisé pour les participants en fauteuil roulant.

## Parcours
Le parcours, d'une longueur exacte de 42,195 km, traverse le centre-ville, et longe à un certain moment la Vistule. Il est plat sur quasiment toute sa longueur. Des points de ravitaillement sont placés tous les 5 kilomètres.

### Tableau des victoires
- Record

| Édition | Date          | Hommes                 | Pays        | Temps           | Femmes                  | Pays               | Temps           |
| ------- | ------------- | ---------------------- | ----------- | --------------- | ----------------------- | ------------------ | --------------- |
| 12e     | 2013,         | Patrick Nyangero       | Tanzanie    | 2 h 19 min 08 s | Emilia Zielinska        | Pologne            | 3 h 03 min 15 s |
| 11e     | 22 avril 2012 | Peter Kariuki Wanjiru  | Kenya       | 2 h 12 min 11 s | Lucia Kimani            | Bosnie-Herzégovine | 2 h 36 min 54 s |
| 10e     | 17 avril 2011 | Cosmas Mutuku Kyeva    | Kenya       | 2 h 12 min 20 s | Tatjana Gamera-Schmyrko | Ukraine            | 2 h 28 min 14 s |
| 9e      | 25 avril 2010 | Abebe Dagane           | Éthiopie    | 2 h 16 min 13 s | Etaferahu Tarekegne     | Éthiopie           | 2 h 37 min 22 s |
| 8e      | 26 avril 2009 | Julius Kipkorir Kilimo | Kenya       | 2 h 11 min 26 s | Nastassja Padalinskaja  | Biélorussie        | 2 h 36 min 29 s |
| 7e      | 4 mai 2008    | Andrej Hardsejeu       | Biélorussie | 2 h 13 min 41 s | Olha Kotowska           | Ukraine            | 2 h 39 min 49 s |
| 6e      | 6 mai 2007    | Matthew Kibowen Kosgei | Kenya       | 2 h 18 min 16 s | Kateryna Stezenko       | Ukraine            | 2 h 39 min 08 s |
| 5e      | 6 mai 2006    | Matthew Kibowen Kosgei | Kenya       | 2 h 17 min 16 s | Alena Masouka           | Biélorussie        | 2 h 43 min 53 s |
| 4e      | 7 mai 2005    | Piotr Gładki           | Pologne     | 2 h 19 min 30 s | Janina Malska           | Pologne            | 2 h 43 min 20 s |
| 3e      | 8 mai 2004    | Henry Kapkiay Kimeli   | Kenya       | 2 h 16 min 52 s | Zahia Dahmani           | France             | 2 h 42 min 15 s |
| 2e      | 10 mai 2003   | Azzeddine Sakhri       | Algérie     | 2 h 17 min 59 s | Norah Maraga            | Kenya              | 2 h 50 min 09 s |
| 1re     | 11 mai 2002   | Thomas Magut           | Kenya       | 2 h 19 min 24 s | Mirela Zięcina          | Pologne            | 3 h 02 min 16 s |

### Évolution du nombre d'arrivants
| Année | Nombre d'arrivants | Dont femmes |
| ----- | ------------------ | ----------- |
| 2014  | 4 658              |             |
| 2011  | env. 3 200         |             |
| 2010  | 2 418              | 172         |
| 2009  | 1 786              | 130         |
| 2008  | 1 360              | 112         |
| 2007  | 1 065              | 84          |
| 2006  | 1 024              | 69          |
| 2005  | 921                | 62          |
| 2004  | 742                | 39          |
| 2003  | 740                |             |
| 2002  | 718                |             |